# Юнга Північного флоту
«Юнга Північного флоту» (рос. «Юнга Северного флота») — радянський художній фільм 1973 року, знятий на «Кіностудії ім. М. Горького».

## Сюжет
Під час Німецько-радянської війни наказом Наркомфлота СРСР № 300 від 16 жовтня 1942 року неповнолітнім юнакам було дозволено як матросам виходити в рейси на торгових і бойових судах. Четверо підлітків, які бажають служити на кораблях Північного флоту, кожен своїм шляхом поступають в Школу Юнг ВМФ, створену в 1942 році на Соловецьких островах.

## У ролях
- Альгіс Арлаускас — Володя Черьомін
- Марат Серажетдінов — Віктор Хантирін
- Ігор Скляр — Микола Масльонок
- Віктор Нікулін — Олександр Будайло
- Марина Самойлова — Аня  (озвучувала Наталія Ричагова)
- Валерій Рижаков — лейтенант Новіков
- Михайло Кузнецов — мічман Лук'янов
- Борис Григор'єв — капітан 3 рангу Фокін
- Василь Лановий — майор Черьомін, батько Володі
- Борис Гітін — головний старшина Котелевський
- Рим Аюпов — німець
- Віктор Косих — молодший лейтенант берегової служби
- Юрій Сорокін — матрос
- Леонід Реутов — капітан-лейтенант
- Віктор Мізін — матрос
- Олена Максимова — жінка в міліції
- Марина Горлова — Зіна, подруга Ані
- Любов Мишева — міліціонер
- Клавдія Козльонкова — Юдіна
- Ігор Ільїнський — людина з черги
- Олександр Альошин — матрос

## Знімальна група
- Сценаристи: Вадим Трунін, Едуард Тополь
- Режисер: Володимир Роговий
- Оператори: Дмитро Суренський, Ігор Клебанов
- Композитор: Рафаїл Хозак
- Художник: Михайло Фішгойт